# Цена страха (фильм, 2002)
«Цена страха» (англ. The Sum of All Fears) — американский фильм 2002 года, экранизация романа Тома Клэнси «Все страхи мира».

## Сюжет
В 2002 году сирийский крестьянин находит на Голанских высотах атомную бомбу, утерянную израильскими ВВС в ходе войны Судного дня в 1973 году, и продает якобы просто бомбу торговцу оружием Олсону за 400 долларов.
Олсон перепродаёт бомбу австрийскому неофашисту Дресслеру. Тем временем, президент России Зоркин умирает от инфаркта. Новым президентом стал Александр Немеров, считающийся в Вашингтоне сторонником жёсткой политики. Обеспокоенный этим обстоятельством, президент США Роберт Фаулер отправляет в Россию для проверки исполнения программы по утилизации ядерного оружия самого директора ЦРУ вместе с аналитиком Джеком Райаном. Делегация обнаруживает в Арзамасе-16 пропажу трёх физиков.
Директор ЦРУ Кэбот отправляет Джона Кларка на поиск учёных. Поиск привёл Кларка совместно с Райаном на заброшенную советскую воинскую часть на берегу Кременчугского водохранилища, где он обнаруживает учёных убитыми. Выясняется, что по заказу Дресслера физики ремонтировали бомбу, после чего она на украинском сухогрузе была доставлена в американский город Балтимор и под видом автомата по продаже сигарет помещена на парковочную площадку, находящуюся под главным городским стадионом. Райан сообщает об этом Кэботу как раз в то время, когда тот вместе с президентом находится на стадионе. Президента успевают увезти на относительно безопасное расстояние, но директор ЦРУ вместе с десятками тысяч зрителей и жителей города погибает.
Руководство США решает, что атомный взрыв в американском городе произошёл по вине России и готовит ответный ядерный удар. Тем временем подкупленный Дресслером офицер российских ВВС Дубинин информирует личный состав о том, что американцы якобы начали войну против России и сбросили бомбу на Москву и приказывает эскадрилье Ту-22М3 атаковать американский авианосец в районе Северного моря. Александр Немеров отказывается признавать причастность Москвы к атаке, но президент США расценивает это как акт войны и отдаёт приказ о запуске ракет. Тем временем Райану с помощью тайного источника в России и сведений добытых Кларком удается установить связь между бомбой и Дресслером. Райан тщетно пытается связаться с Фаулером и убедить его отменить приказ. Тем временем, американские бомбардировщики B-2 уже приближаются к России с целью уничтожить пусковые установки баллистических ракет. Силовики настоятельно советуют Немерову уничтожить самолеты и отдать приказ о ракетном ударе по Соединённым Штатам.
Когда Немеров уже соглашается на удар, Райану удается установить с ним защищенную прямую связь через Пентагон. Райан сообщает о непричастности России к ядерному взрыву в Балтиморе, штат Мэриленд, делится сведениями о настоящем происхождении бомбы, которая была разработана в США, и, в конечном итоге, просит отозвать войска. На вопрос Немерова о предоставлении гарантий, Райан отвечает, что гарантий нет. Тогда российский президент по экстренной связи предлагает американскому «фазу взаимного нейтралитета» с целью предотвратить ядерную войну; Фаулер соглашается и отзывает приказ о начале отсчёта. Через несколько дней лидеры встречаются в Москве для подписания договора о сокращении оружия массового поражения. Оперативники ЦРУ и ФСБ тем временем находят и уничтожают всех зачинщиков кризиса — Олсона, Дубинина и Дресслера.

## В ролях
| Актёр               | Роль                                                             |
| ------------------- | ---------------------------------------------------------------- |
| Бен Аффлек          | Джек Райан                                                       |
| Морган Фримен       | директор ЦРУ Уильям Кэбот                                        |
| Бриджит Мойнахан    | Кэтрин Мюллер                                                    |
| Джеймс Кромвелл     | президент США Роберт Фаулер                                      |
| Лев Шрайбер         | Джон Кларк                                                       |
| Майкл Бирн          | Анатолий Грушков                                                 |
| Колм Фиори          | торговец оружием Олсон                                           |
| Алан Бейтс          | Ричард Дресслер                                                  |
| Рон Рифкин          | Государственный секретарь США Сидни Оуэнс                        |
| Киаран Хайндс       | президент России Александр Немеров                               |
| Брюс Макгилл        | Советник президента США по национальной безопасности Джин Ревелл |
| Ричард Марнер       | президент России Зоркин                                          |
| Филип Бейкер Холл   | Министр обороны США Дэвид Беккер                                 |
| Йозеф Зоммер        | сенатор Джессап                                                  |
| Ли Гарлингтон       | Мэри Пэт Фоули                                                   |
| Джоэль Биссоннетт   | американский контакт Дресслера Мейсон                            |
| Свен-Оле Торсен     | киллер Дресслера Хафт                                            |
| Евгений Лазарев     | генерал Дубинин                                                  |
| Константин Грегори  | генерал Булгаков                                                 |
| Александр Белявский | адмирал Иванов                                                   |
| Лев Прыгунов        | генерал Сараткин                                                 |
| Григорий Гладий     | Милинов                                                          |
| Лиза Гэй Хэмилтон   | капитан Лорна Широ                                               |
| Эдуард Зиновьев     | Помощник Немерова                                                |
| Марина Лапина       | жена Немерова                                                    |
| Любомир Микитюк     | Спасский                                                         |
| Владимир Радян      | Орлов                                                            |
| Олег Белкин         | Министр обороны России                                           |

## Расхождения с романом
Том Клэнси отмечал значительные расхождения фильма с его книгой. В совместном интервью с режиссером Филом Олденом Робинсоном он в шутку представился как «автор романа, который он [режиссер] абсолютно проигнорировал».
Критики обращали особенное внимание на то, что в романе роль главных злодеев отводится арабским националистам, в то время как в фильме их место заняли члены воображаемого международного нео-нацистского заговора. Подобное решение связывали с соображениями политкорректности. В частности, известный кинокритик Роджер Эберт отметил: «Использование нео-нацистов политически корректно: лучше придумать злодеев, которые не будут оскорбительны ни для какой аудитории».